# Dušan Pešić
Dušan Pešić (Kruševac, 26 aprile 1955) è un ex calciatore jugoslavo, serbo dal 2006, di ruolo attaccante.

## Carriera

### Club
La carriera calcistica la iniziò da quindicenne nelle giovanili del Napredak Kruševac, per poi debuttare con la prima squadra all'età di diciassette anni. Con la squadra della propria città ha disputato 125 partite segnando 11 reti.
Nel 1984 passò all'Hajduk Spalato con il quale vinse la Coppa di Jugoslavia. Per la squadra spalatina giocò 156 partite andando a rete ben 46 volte.
Conclusa l'avventura in patria si trasferì in Turchia dove giocò nel Fenerbahçe (1984-88) per poi concludere la carriera nel Sakaryaspor (1988-89).

### Nazionale
Giocate diverse partite con la Jugoslavia U-21 viene selezionato per giocare le Olimpiadi di Mosca 1980 dove giocò 3 partite.
Il suo debutto con la Jugoslavia risale al 30 marzo 1980 in occasione del match di Coppa dei Balcani vinto contro la Romania (2-0). La sua ultima partita con i Plavi risale al 12 novembre 1983 nell'amichevole terminata a reti bianche contro la Francia.
Indossò la maglia della nazionale per un totale di quattro partite.

## Statistiche

### Cronologia presenze e reti in nazionale
| Cronologia completa delle presenze e delle reti in nazionale ― Jugoslavia | Cronologia completa delle presenze e delle reti in nazionale ― Jugoslavia | Cronologia completa delle presenze e delle reti in nazionale ― Jugoslavia | Cronologia completa delle presenze e delle reti in nazionale ― Jugoslavia | Cronologia completa delle presenze e delle reti in nazionale ― Jugoslavia | Cronologia completa delle presenze e delle reti in nazionale ― Jugoslavia | Cronologia completa delle presenze e delle reti in nazionale ― Jugoslavia | Cronologia completa delle presenze e delle reti in nazionale ― Jugoslavia |
| Data                                                                      | Città                                                                     | In casa                                                                   | Risultato                                                                 | Ospiti                                                                    | Competizione                                                              | Reti                                                                      | Note                                                                      |
| ------------------------------------------------------------------------- | ------------------------------------------------------------------------- | ------------------------------------------------------------------------- | ------------------------------------------------------------------------- | ------------------------------------------------------------------------- | ------------------------------------------------------------------------- | ------------------------------------------------------------------------- | ------------------------------------------------------------------------- |
| 30-3-1980                                                                 | Belgrado                                                                  | Jugoslavia                                                                | 2 – 0                                                                     | Romania                                                                   | Coppa dei Balcani                                                         | -                                                                         | 68’                                                                       |
| 7-6-1983                                                                  | Lussemburgo                                                               | Jugoslavia                                                                | 2 – 4                                                                     | Germania Ovest                                                            | Amichevole                                                                | -                                                                         | 88’                                                                       |
| 12-10-1983                                                                | Belgrado                                                                  | Jugoslavia                                                                | 2 – 1                                                                     | Norvegia                                                                  | Qual. Euro 1984                                                           | -                                                                         | 88’                                                                       |
| 12-11-1983                                                                | Zagabria                                                                  | Jugoslavia                                                                | 0 – 0                                                                     | Francia                                                                   | Amichevole                                                                | -                                                                         | 46’                                                                       |
| Totale                                                                    |                                                                           | Presenze                                                                  | 4                                                                         |                                                                           | Reti                                                                      | 0                                                                         |                                                                           |

## Palmarès

### Club

#### Competizioni Nazionali
- Coppa di Jugoslavia: 1

Hajduk Spalato: 1983-1984
- Campionato turco: 1

Fenerbahçe: 1985
- Türkiye Süper Kupası: 2

Fenerbahçe: 1984, 1985